# TopDrummer
TopDrummer – dwumiesięcznik wydawany przez wydawnictwo International Music Press od czerwca 2006 roku w nakładzie 8 500 egzemplarzy. Redakcja TopDrummera znajduje się w Gdyni, redaktorem naczelnym był do 2009 roku Jacek Pelc. Od początku 2010 roku jego obowiązki przejął Dariusz Domański (redaktor naczelny miesięcznika dla gitarzystów TopGuitar). Obecnie funkcję naczelnego pełni Michał Szczeblewski. TopDrummer jest pismem skierowanym do perkusistów, entuzjastów tego instrumentu i zainteresowanych tematem muzyków.
Zawiera m.in. obszerny dział newsowy, dział testów sprzętu, teksty tematyczne, relacje z imprez perkusyjnych, recenzje wydawnictw, warsztaty, wywiady z wybitnymi współczesnymi perkusistami oraz cover story, czyli obszerny i wyczerpujący artykuł o wybranym perkusiście. 
Z TopDrummerem współpracuje szereg wybitnych postaci polskiej muzyki, m.in. Piotr Biskupski, Michał Dąbrówka, David Garibaldi, Skip Haden, Marcin Jahr, Kazimierz Jonkisz, Jacek Kochan, Zbigniew Lewandowski, Paul Wertico czy wspomniany Jacek Pelc.
Ostatni numer ukazał się w październiku 2014 jako nr 1/2014 marzec/wrzesień
Magazyn TopDrummer, obejmując swoim patronatem medialnym, wspiera szereg imprez perkusyjnych w Polsce, z których najważniejsze to "Drumfest" - Międzynarodowy Festiwal Perkusyjny w Opolu, "Źródła i Inspiracje" - Międzynarodowy Festiwal Perkusyjny w Krakowie i Drum Battle w Legnicy.